# Raúl Tovar
Raúl Tovar – wenezuelski bokser, brązowy medalista igrzysk Ameryki Środkowej i Karaibów w Meksyku z roku 1954 oraz srebrny medalista igrzysk panamerykańskich z roku 1955.

## Kariera
W 1954 roku Tovar zajął trzecie miejsce w kategorii średniej na igrzyskach Ameryki Środkowej i Karaibów, które rozgrywane były w Meksyku. W półfinale Tovar przegrał na punkty z Panamczykiem José Edwinem. W walce o brązowy medal pokonał reprezentanta Kuby Reinaldo Gonzáleza. W 1955 zdobył srebrny medal na igrzyskach panamerykańskich w Meksyku. W finale kategorii lekkośredniej przegrał z reprezentantem Stanów Zjednoczonych Paulem Wrightem.